# 普里奥尔镇
普里奥尔镇是西班牙埃斯特雷马杜拉巴达霍斯省的一个市镇。总面积36平方公里，总人口560人（2001年），人口密度16人/平方公里。